# Eulima fulvocincta
Eulima fulvocincta är en snäckart som beskrevs av C. B. Adams 1850. Eulima fulvocincta ingår i släktet Eulima och familjen Eulimidae. Inga underarter finns listade i Catalogue of Life.